# Lud, zbunjen, normalan
Lud, zbunjen, normalan (dt.: Verrückt, verwirrt, normal) ist eine Comedyserie aus Bosnien und Herzegowina. Die Serie ist auf dem ganzen Balkan beliebt und gilt als erfolgreichste Serie seit dem Zerfall Jugoslawiens. Die erste Folge Opća zabuna (Allgemeine Verwirrung) wurde am 2. September 2007 vom bosnischen Sender FTV ausgestrahlt. Am 7. Oktober 2007 wurde sie zum ersten Mal im kroatischen Sender Nova TV gezeigt und erreicht seitdem hohe Einschaltquoten auf dem gesamten Balkan. Seither gab es fast jährlich eine neue Staffel von meist 24 Episoden (die erste Staffel umfasste 40 und die zweite 32). Die zwölfte Staffel startete 2020 und wird derzeit ausgestrahlt.[veraltet]

## Handlung
Die Serie spielt hauptsächlich in einem fünfstöckigen Mehrfamilienhaus in der Stadtmitte Sarajevos. In diesem Haus lebt die Familie Fazlinović in einer Dreizimmerwohnung. Die Familie besteht aus dem Rentner Izet Fazlinović, der immer für Unruhe sorgt und für sein Alter sehr unreif, dafür aber sehr witzig und pfiffig ist. Der zweite im Bunde ist der Sohn Izets, Faruk Fazlinović. Er betreibt ein Musikstudio. Mit seinen Mitarbeitern Ivana (später die hübsche Selma) und einem männlichen Mitarbeiter (der Mitarbeiter wird im Laufe der Serie durchgewechselt), erlebt er immer witzige Sachen, was auch am Ungeschick der männlichen Mitarbeiter liegt.
Der jüngste im Hause und der Sohn Faruks ist Damir Fazlinović. Er ist Medizinstudent und hat ausgezeichnete Noten, daher ist er auch der schlauste und reifste der ganzen Familie und gerät immer in Konflikt mit seinem Großvater Izet.
Außerdem haben die Fazlinovićs ein Hausmädchen eingestellt, im Laufe der Jahre wird es ein paar mal durchgewechselt. Sie kümmert sich um die Männer, putzt und kocht, wozu die Männer nicht in der Lage sind. Die Hausfrau ist immer mit ihren Nerven am Ende, wenn sie sieht, was so alles im Haus passiert.
Gegenüber dem Mehrfamilienhaus befindet sich ein Café, in dem Marija und anfangs die junge hübsche Selma und Marias Ehemann Stjepan (von dem sie sich später scheiden lässt) arbeiten. Dieses Café besuchen die Bewohner des Hauses regelmäßig und es geschehen auch dort komische Ereignisse.

## Persönlichkeiten

### Hauptrollen
Izet Fazlinović ist, obwohl er der Älteste der Familie ist, der Unreifste. Er liebt Frauen, trinkt auch mal gerne einen über den Durst und raucht sehr viel (in einer Folge raucht er sogar aus Versehen Haschisch). Er streitet mit jedem aus dem Haus, am meisten mit seinem Enkel Damir, da er Angst hat, Damir werde nicht wie er, weil er nicht raucht, nicht trinkt und nachts nicht ausgeht, stattdessen aber meistens zu Hause bleibt und lernt. Eine Person, mit der Izet auch gerne streitet, ist Dino, weil er ihm seine große Liebe ausgespannt hat (siehe: Dino). Izet ist der Witzigste im Haus, kann aber seine Mitmenschen zur Verzweiflung treiben, wenn er z. B. alles kontrollieren will oder sinnlos herumschimpft. Izet ist verrückt nach Geld und würde alles tun, um dazu zu kommen, z. B. versuchte er in einer Folge, über 500 Peperoni zu essen, um ins Guinness-Buch der Rekorde zu kommen und dadurch 40.000 Dollar zu gewinnen. Daraufhin brach er zusammen und bekam im Krankenhaus den Magen ausgepumpt. In einer anderen Folge hat er versucht sich das Bein zu brechen, um von der Versicherung Geld zu bekommen. Alle seine Versuche misslangen, erst als er auf der Straße zufällig einer Frau hinterhersah wird er von einem Auto angefahren und brach sich dabei das Bein, worüber er dann sehr glücklich war.
Faruk Fazlinović ist der Sohn von Izet und der Vater von Damir. Seine Frau verließ ihn, nachdem sie Damir zur Welt brachte. Seine Mutter starb, als er noch sehr klein war.
Faruk betreibt ein Musikstudio mit seinen Freunden Ivana und Dino. Er ist sehr offen und beliebt bei all seinen Mitmenschen. Er schwärmt immer von vergangenen Jahren und redet besonders mit Ivana viel darüber. Später gehen er und Ivana eine Beziehung ein, die beiden versuchen zunächst es zu verheimlichen, doch Damir kommt ihnen auf die Schliche.
Faruk streitet sehr oft mit Izet und redet ihn meistens aus Respektlosigkeit mit seinem Vornamen an. Er versucht gar nicht zu sein wie er, doch manchmal zeigen sich einige Parallelen zu seinem Vater. So versucht er einmal, ein Bild von Izet zu stehlen, weil er von einem Freund erfahren hatte, dass das Bild sehr wertvoll sei.
Damir Fazlinović ist der Sohn von Faruk und der Enkel von Izet. Er redet beide mit Vornamen an, was aber nichts mit Respektlosigkeit zu tun hat. Er lernt sehr viel für sein Medizinstudium und hat sehr gute Noten. Er scheint, obwohl er der jüngste ist, der „wohlerzogenste“ zu sein. Er hat durch sein Studium wenig Zeit für Privates, wodurch er nicht viele Freunde hat. Dadurch pflegt er ein besonders Verhältnis zu dem Hausmädchen Šefika, doch mit dem Großvater Izet gerät er immer aneinander, weil dieser kein Verständnis für sein Studium hat. Damir hat auch ein gutes Verhältnis zu seinem Vater und versucht oft mit ihm gemeinsam gegen Izets Benehmen vorzugehen.
In der 1. Staffel hat Damir sogar für kurze Zeit eine Freundin, Alma, die er beim Studium kennengelernt hat.
Šefika ist das erste Hausmädchen und arbeitet für 300 Mark bei den Fazlinovićs. Zu allen Bewohnern hat sie ein gutes Verhältnis, sogar zum ältesten Izet, obwohl er sie immer anfasst und ihr immer nachsagt, sie wäre vom Mars gefallen. Šefika ist sehr fürsorglich und kocht gerne. Zu Damir hat sie ein besonders Verhältnis und ersetzt ihm die Mutter, die er nie hatte. Manchmal ist Šefika auch mit ihren Nerven am Ende, wenn sie sieht, was im Haus alles so passiert.
Ivana arbeitet in Faruks Musikstudio als Sekretärin und pflegt ein besonderes Verhältnis zu ihm. Sie hört ihm immer zu und verliebt sich später in ihn, worauf die beiden ein Paar werden. Ivana ist sehr offen zu all ihren Menschen und bemüht sich immer denen, die gerade Hilfe brauchen zu helfen, wie z. B. Dino, dem sie z. B. eine Wohnung findet oder ihm die Medizin bezahlt, nachdem er sich nach Sex ohne Kondom, mit Tripper infiziert.
Dino arbeitet in Faruks Musikstudio als Tonmeister. Er ist sehr übergewichtig und nicht gerade der Schlauste. In einem IQ-Test findet er heraus, dass er nur einen IQ von 17 hat.
Er denkt immer nur ans Essen und isst am liebsten Hamburger. Zuerst ist Dino verrückt nach Selma. Doch nachher verliebt er sich in die 29 Jahre ältere Nachbarin der Fazlinovićs, Spomenka. Nachdem er bei ihr einzieht, heiratet er sie, obwohl Izet auch in sie verliebt war. Seitdem streiten die beiden immer. Ansonsten hat Dino ein gutes Verhältnis zu jedem, besonders zu Faruk und Ivana. Dino sorgt immer durch seine komischen Kommentaren und Taten für Lacher, z. B. lässt er einmal Cola über das Mischpult von Faruk laufen, worauf dieses in Flammen aufgeht und Dino erschrocken schreit: „Oh nein … meine Cola!“
Čombe arbeitet ebenfalls wie Dino in Faruks Musikstudio und ist auch nicht wirklich schlauer als dieser. Dino ist sein bester Freund. Čombe ist jedoch nur sein Spitzname, sein wirklicher Name lautet Dragan Čmar, übersetzt „Dragan Arschloch“. Er lässt in einer Folge seinen Namen, jedoch nur den Vornamen ändern. Dies ist ein weiterer Beweis für seine „hohe“ Intelligenz.
Stjepan und Marija sind ein Ehepaar und betreiben ein Café gegenüber der Wohnung der Fazlinovićs. Marija ist die dominantere von beiden und scheint immer die Kontrolle über ihren Ehemann zu haben, der aber bestreitet dies und lässt meistens den Macho raushängen, aber natürlich nur, wenn Marija nicht da ist.
Selma arbeitet als Kellnerin im Café von Stjepan und Marija. Sie ist sehr hübsch und modern. Sie redet gerne, vor allem mit Ivana. Dino ist verrückt nach ihr, hat aber keine Chancen.

### Neue Personen
Neue Personen zur neuen Staffel:
Ajna ist die Freundin von Faruk Fazlinović und zieht zusammen mit ihrem Vater Sukrija aus Split in Kroatien zu den Fazlinovićs in Sarajewo. Sie ist sehr egoistisch und tut alles dafür, Faruk nicht zu verlieren, wendet dabei auch manchmal Gewalt gegen Faruk an. Faruk möchte sich im Laufe der Staffel von ihr trennen, hat jedoch Angst, Ajna würde ihm wehtun. Dieser Verdacht erweist sich auch als richtig, als Faruk versucht, mit Senada abzuhauen. Ajna fand ihn jedoch und wendet Gewalt gegen Faruk an, um ihn einzuschüchtern. Sie ist auch eine schreckliche Hausfrau. Der einzige Grund, warum er überhaupt mit Ajna eine Beziehung startete, war für Faruk, weil sie eine „Sexbombe“ sei.
Šukrija ist der Vater von Ajna und zog zusammen mit ihr zu den Fazlinovićs. Er versteht sich gut mit Izet und sie trinken auch manchmal miteinander. Er war zwischenzeitlich (ein paar Tage lang) mit Čombes Mutter Fadila Čmar verheiratet, lässt sich jedoch scheiden, da er herausgefunden hat, dass sie ihn vergiften will. Dieser Verdacht bestätigt sich, als Čombe mit zu Mutter Fadila nach Hause kommt. Er hatte nämlich Hunger, und aß aus Versehen von dem Teller, der für Sukrija gedacht war und fiel kurz darauf in Ohnmacht, überlebte jedoch.
Refko ist Dinos Bruder. Da Dino starb, reiste er aus Zagreb in Kroatien nach Sarajewo, um an seiner Beerdigung teilzunehmen. Er verkaufte seinen Wagen, um das Geld für Dinos Beerdigung aufzutreiben. Er kann sich später jedoch keine Rückfahrkarte leisten und blieb deshalb in Sarajevo. Er wird dank seiner Dummheit wahrscheinlich auch nie Geld dafür auftreiben – so verlangte er von Izet in einer Folge für das Entminen eines Feldes lediglich 20 KM. Außerdem ist er genauso wie Dino sehr übergewichtig.
Zumra ist das neue Hausmädchen bei den Fazlinovićs und Izets Verwandte und ist ebenfalls wie ihre Vorgängerin nicht die Schlaueste.
Barbara ist Damirs Ehefrau und die Mutter ihres gemeinsamen Kindes Džemal(-Branko). Sie arbeitet als Schauspielerin und hintergeht Damir mit einem anderen. Im Laufe der Staffel haut sie mit ihrem Freund nach Los Angeles ab, nachdem sie das von Izet und Damir in einem Casino gewonnene Geld gestohlen hatte.
Džemal, von Izet auch Džemal-Branko genannt, ist Barbara und Damirs gemeinsamer Sohn. Sein Name, auf dessen Idee Izet gekommen war, basiert auf den sozialistischen Politikern Džemal Bijedić und Branko Mikulić. Er passt auf das Baby auf und liest ihm aus Büchern über den Kommunismus vor. Er erklärt ihm auch auf seine Weise Sex, und wie man sich zu verhalten hat, wenn man mit einer Dame spricht, tut jedoch so, als würde er ihm aus Märchenbüchern vorlesen und mit ihm Lego spielen. Sein Spitzname ist Džebra, abgeleitet von seinem Namen Džemal-Branko.

### Nebenrollen
- Spomenka: Frau von Dino (später lassen sie sich scheiden)
- Dr. Điđimilović: Psychologe und guter Freund von Izet
- Đenis Đenis: Rocker und guter Freund von Faruk
- Samir: Izets Neffe und Krimineller sowie Abzocker
- Enes: Izets Nachbar und Anwalt
- Buba: Hausmädchen

## Schema der Serie
Man kann in der Serie Lud, zbunjen, normalan ein ganz bestimmtes Schema erkennen.
Es gibt immer Missstände zwischen den Bewohnern des Mehrfamilienhauses. Es werden immer zwei verschiedene, scheinbar voneinander unabhängige Abläufe von zwei verschiedenen Personen gezeigt, die dann am Ende meistens durch Zufall zusammentreffen. Dieses Zusammentreffen führt dann zu einer witzigen Handlung.
BeispielIn der Folge Silikonska Dolina (Silicon Valley) läuft Wasser durch eine undichte Stelle am Fenster des Musikstudios. Faruk ist sehr wütend darüber. Doch Dino kann ihn beruhigen und erzählt ihm von einem Verwandten, der Experte zur Abdichtung von Fenstern ist. Er erzählt ihm, dass er das Fenster mit Hilfe von Silikon abdichten kann. Faruk schickt Dino zu dem Verwandten, um das Problem zu lösen und Dino macht sich auf dem Weg. Zur selben Zeit hat Ivana Besuch von ihrer Cousine bekommen, die ihr von ihrem neuen Mann erzählt. Sie erklärt Ivana, dass ihr Mann plastischer Chirurg ist und ihr Implantate eingesetzt hat. Sie versucht Ivana zu überreden, sich auch welche einsetzen zu lassen. Ivana stimmt skeptisch zu und ihre Cousine verspricht ihr, dass ihr Mann sofort kommen werde, um sich die Sache anzusehen. Ivana stimmt zu, bittet aber ihre Cousine, ihn ins Musikstudio zu schicken, weil sie arbeiten müsse. Nach einer halben Stunde kommt der Verwandte von Dino ins Musikstudio und stellt sich bei Ivana als Silikonexperte vor. Ivana geht davon aus, dass er der Mann ihrer Cousine ist und fängt an sich auszuziehen. Der Mann ist zunächst geschockt und geht von einer Anmache aus und will sich auch ausziehen. In diesem Moment kommt der wahre Chirurg ins Musikstudio und fragt sich was vorgeht.

## Folgen 1. Staffel
- S1E1 – Opća zabuna (Die allgemeine Verwirrung)
- S1E2 – Crni fond (Schwarzer Fond)
- S1E3 – Narkomanska posla (Drogengeschäfte)
- S1E4 – Problemi sa stolicom (Probleme mit dem Stuhlgang)
- S1E5 – Stara slika (Altes Bild)
- S1E6 – Kupoprodaja slike i folcike (Kaufen und Verkaufen des Bildes und des (VW-)Käfers)
- S1E7 – Stezanje kajša (Das Schließen des Gürtels)
- S1E8 – Brontijev identitet (Die Identität von Bronti)
- S1E9 – Godišnjica radnje mature (Abschlussjubiläum)
- S1E10 – Tripl randevu (Dreifaches Rendezvous)
- S1E11 – Uspavana ljepotica (Dornröschen)
- S1E12 – Kupoprodaja folcike (Kaufen und Verkaufen des (VW-)Käfers)
- S1E13 – Kvar na kompjuteru (Schaden am Computer)
- S1E14 – Silikonska dolina (Silicon Valley)
- S1E15 – Igre na nesreću (Unglücksspiel)
- S1E16 – Triper (Tripper)
- S1E17 – Prizivanje duhova (Geisterbeschwörung)
- S1E18 – Ginisov rekord (Guinness-Weltrekord)
- S1E19 – Kućna dostava (Hauslieferung)
- S1E20 – Švedska masaža (Schwedische Massage)
- S1E21 – Umro predsjednik, živio predsjednik (Der Präsident ist tot, lang lebe der Präsident)
- S1E24 – Edin il’ Edina (Edin oder Edina)